# Bundesautobahn 661
Bundesautobahn 661 (em português: Auto-estrada Federal 661) ou A 661, é uma auto-estrada na Alemanha.
A Bundesautobahn 661 tem 40 km de comprimento.

## Estados
Estados percorridos por esta auto-estrada:
- Hessen